# Унутрашњи криласти живац
Унутрашњи криласти живац (лат. nervus pterygoideus medialis) је грана доњовиличног живца, која се одваја од његове задње завршне гране и то преко кратког заједничког стабла са живцем затезача меког непца и живцем затезача бубне опне. Пружа се навише у инфратемпоралној јами и после краћег пута улази у унутрашњи криласти мишић, кога инервише. Осим тога, унутрашњи криласти живац даје неколико гранчица (доводних влакана) за отички ганглион.